# Île de la Passe
Île de la Passe je malý neobydlený ostrůvek v zálivu Grand Port u ostrova Mauricius.
Ostrov je asi 250 metrů dlouhý, v nejširším místě měří 170 metrů, rozloha je přibližně 4 hektary. Leží přibližně kilometr východně od pobřežního města Mahébourg.
Ve dnech 20. až 25. srpna 1810, během britského tažení proti Mauriciu (zvaného tehdy francouzsky Île de France) byl Île de la Passe dějištěm krvavé bitvy u Grand Port. Britové v bitvě ztratili čtyři fregaty a Francouzi ostrůvek nakonec dobyli zpět. Francouzská eskadra však nepřežila invazi na Mauricius.
Île de la Passe korálového původu a v současnosti administrativně náleží k mauricijskému distriktu Grand Port.